# Kazimierz Pręczkowski

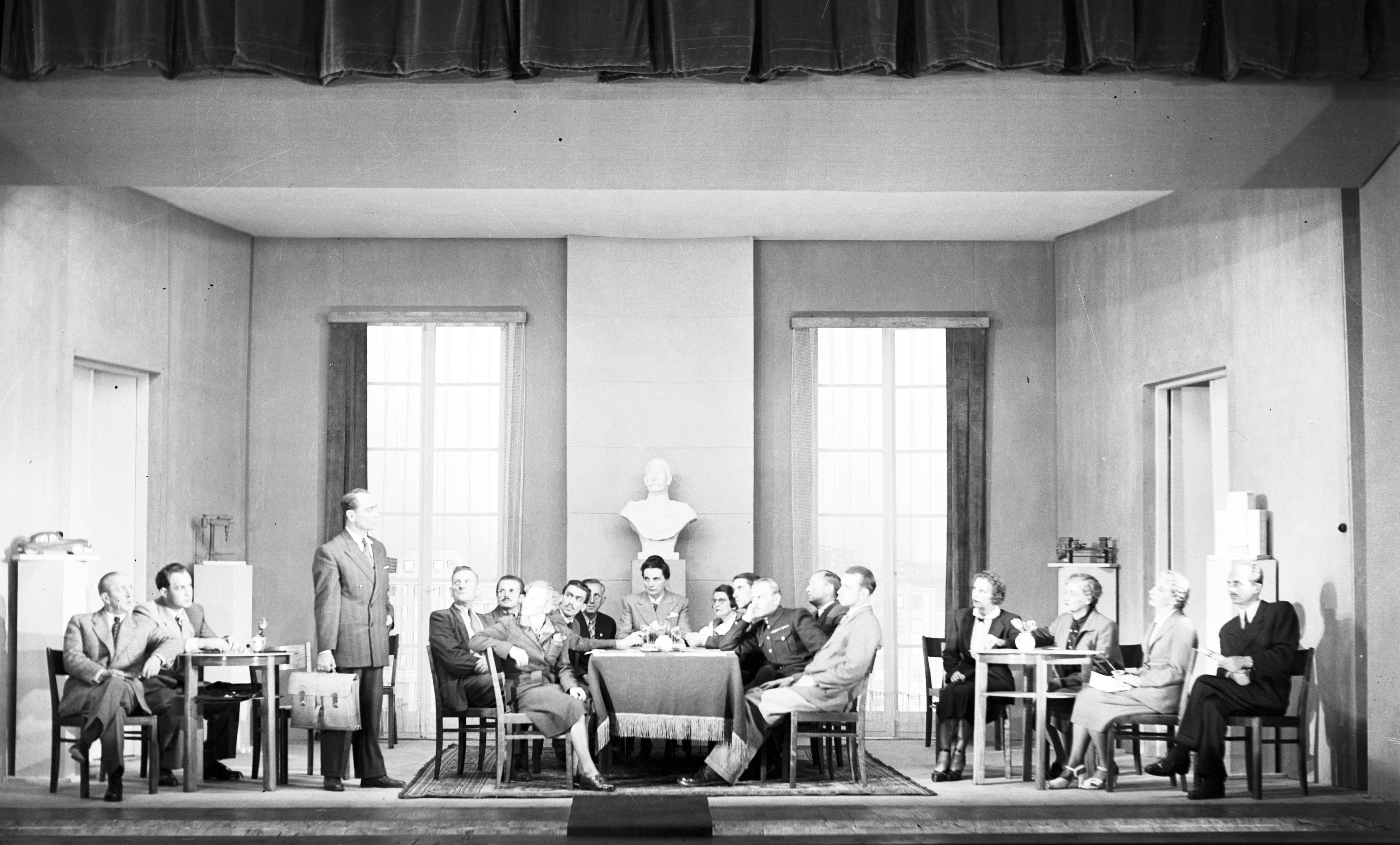
Sztuka Moskiewski charakter Anatolija Sofronowa w scenorafii Kazimierza Pręczkowskiego, Teatr Powszechny
w Warszawie, 1950

Kazimierz Pręczkowski (ur. 25 lipca 1902 w Płocku, zm. 24 marca 1982 w Warszawie) – polski scenograf, malarz i pedagog.

## Życiorys
Jego rodzicami byli Stanisław – inżynier, budowniczy cementowni m.in. w Wejherowie, i Eleonora z Łuczyckich – absolwentka Konserwatorium Muzycznego w Warszawie. Oboje zginęli 5 sierpnia 1944 w rzezi Woli, rozstrzelani i następnie spaleni przez Niemców. Jego młodszy brat, Mieczysław, który był architektem, również został zamordowany tego samego dnia przez Niemców w masakrze na Woli podczas powstania warszawskiego.
Wczesną młodość spędził na Pomorzu. W latach 1923–1925 kształcił się na Wydziale Malarstwa Ściennego Państwowej Szkole Sztuk Zdobniczych i Przemysłu Artystycznego w Krakowie. Potem studiował w warszawskiej Szkole Sztuk Pięknych pod kierunkiem Tadeusza Pruszkowskiego oraz Wincentego Drabika, którego asystentem był wówczas w stołecznych Teatrach Miejskich. W 1934 ukończył studia, uzyskując dyplom w dziedzinie malarstwa dekoracyjnego.
W tym czasie wykonał prace scenograficzne dla takich teatrów jak eksperymentalny Reduta, Polski w Warszawie, Miejski w Łodzi, Ziemi Pomorskiej w Toruniu. Ponadto w latach 1935–1937 pełnił funkcję dyrektora Spółdzielni Artystów Plastyków „Ład”. Od 1936 do wybuchu II wojny światowej w 1939 był również 
członkiem grupy artystycznej „Ars Christiana”. Okazjonalnie zajmował się również publicystyką kulturalną, zamieszczając swoje teksty m.in. w gdyńskim tygodniku „Torpeda”.
Lata okupacji niemieckiej przeżył  w Warszawie. Pracował jako woźnica i magazynier w firmie Kawa Brazylia. Działał w konspiracji. Należał do Związku Walki Zbrojnej (ZWZ) a następnie Armii Krajowej. Nosił pseudonim „Wagner” i był zastępcą kierownika referatu plastycznego Biura Informacji i Propagandy (BIP) AK.
Po wojnie w sezonach 1946/47–1948/49 pracował jako scenograf w warszawskich Miejskich Teatrach Dramatycznych. Pełnił w nich też funkcję kierownika pracowni dekoracyjno-kostiumowej. Następnie w latach 1949–1953 pracował w Teatrze Powszechnym. Projektował także scenografie dla Teatru Ludowego w Warszawie.
Obok scenografii jego drugą pasją było nauczanie. Już w 1945 pomagał Hannie i Witoldowi Małkowskim w zorganizowaniu w Grodzisku Mazowieckim Liceum Teatralnego. Szkoła powstała w nieogrzewanych salach dawnego szpitala. W latach 1945–1947 pełnił w niej funkcję wicedyrektora i kierownika działu plastycznego. Po przeniesieniu szkoły do Warszawy i przekształceniu w Państwowe Liceum Techniki Teatralnej (PLTT) był w nim nauczycielem oraz kierownikiem artystycznym i technicznym warsztatów szkolnych. Jednym z wielu znanych uczniów PLTT był jego siostrzeniec Krzysztof Kieślowski – późniejszy sławny reżyser.
W 1967 przeszedł na emeryturę, ale nadal uczył, aż do likwidacji szkoły. Później zajmował się malarstwem i projektowaniem wnętrz m.in. bibliotek, sal konferencyjnych i kawiarni.

## Twórczość

### Scenografia
- Człowiek, którego zabiłem, aut. Edmond Rostand, 1932
- Wesołe kumoszki z Windsoru, komp. Otto Nicolai, 1935
- Pan Jowialski, aut. Aleksander Fredro, 1933
- Dama kameliowa, aut. Alexandre Dumas (syn), 1936
- Cyd, aut. Pierre Corneille, 1938
- Zapraszamy na wesele, aut. Alina Kwiecińska, 1946
- Grzegorz Dandin, czyli mąż pognębiony, aut. Molière, 1946
- Trasa, aut. Kazimierz Barnaś, 1947
- Człowiek, który szukał śmierci, aut. Victor Eftimiu, 1947
- Król włóczęgów, komp. Rudolf Friml, 1948
- Pociąg widmo, aut. Arnold Ridley, 1948
- Wesele Fonsia, aut. Ryszard Ruszkowski, 1948
- Szczygli zaułek, aut. George Bernard Shaw, 1948
- Głupi Jakub, aut. Tadeusz Rittner, 1949
- Moskiewski charakter, aut. Anatolij Sofronow, 1950
- Zgubiony list, aut. Ion Luca Caragiale, 1951
- Niespokojna starość, aut. Leonid Rachmanow, 1952
- Rodzinka, aut. Jerzy Jurandot, 1952
- Ruchome piaski, aut. Piotr Choynowski, 1953
- Fantazy, aut. Juliusz Słowacki
- Śluby panieńskie, aut. Aleksander Fredro
- R.H. Inżynier, aut. Bruno Winawer 1956

## Nagrody i wyróżnienia
- Nagroda Ministra Kultury i Sztuki za działalność pedagogiczną, 1963

## Upamiętnienie
W 1986 w Narodowej Galerii Sztuki Zachęta została zorganizowana wystawa jego  malarstwa i scenografii.